# Новые Скиняны
Новые Скиняны также Скинений Ной (рум. Schinenii Noi) — село в Сорокском районе Молдавии. Наряду с селом Скиняны входит в состав коммуны Скиняны.

## География
Село расположено на высоте 166 метров над уровнем моря.

## Население
По данным переписи населения 2004 года, в селе Скинений Ной проживает 41 человек (16 мужчин, 25 женщин).
Этнический состав села:
| Национальность | Число жителей | Процентный состав |
| -------------- | ------------- | ----------------- |
| молдаване      | 37            | 90,24             |
| украинцы       | 3             | 7,32              |
| русские        | 1             | 2,44              |
| Всего          | 41            | 100 %             |